# スノー (船)

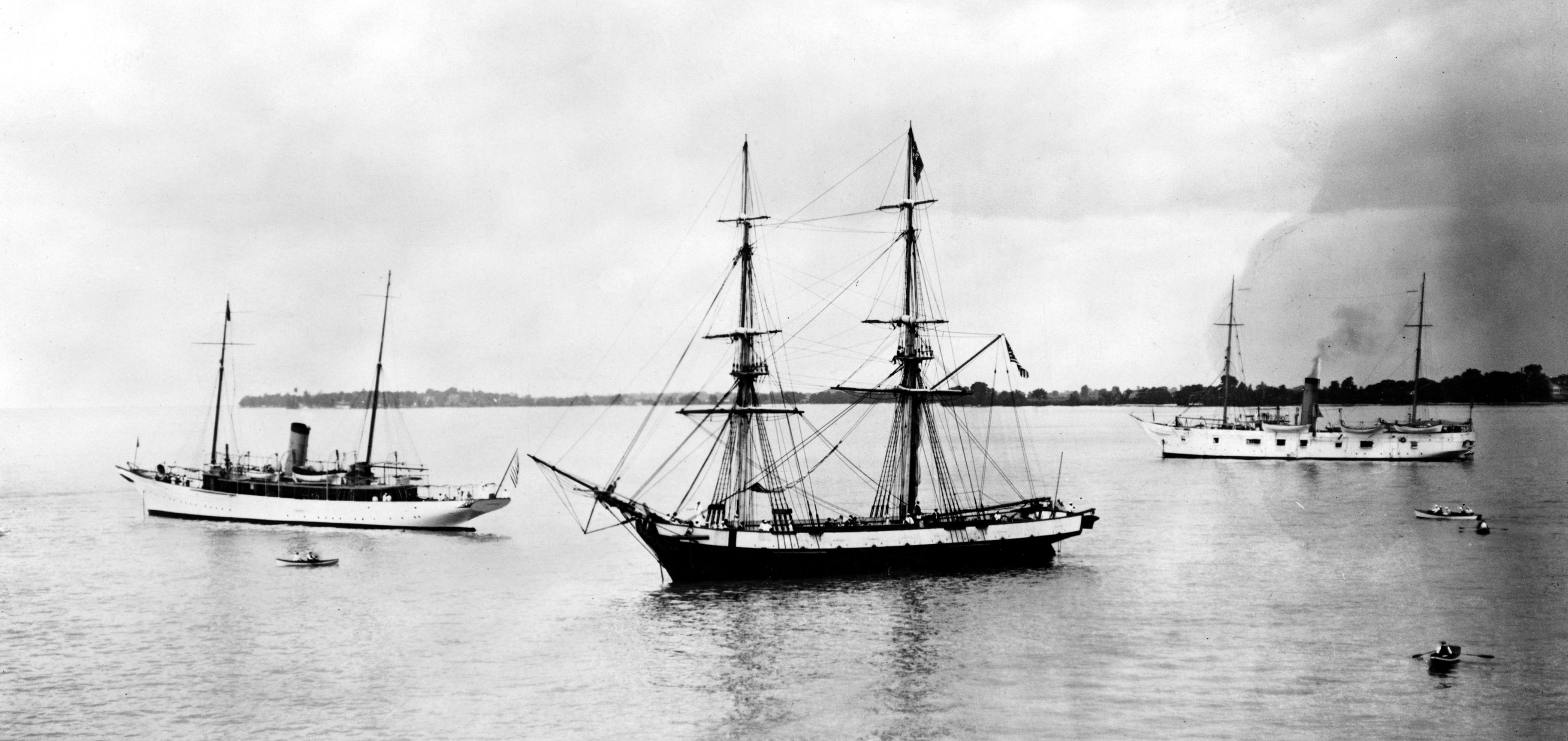
スノーのナイアガラ（中央）（1913）

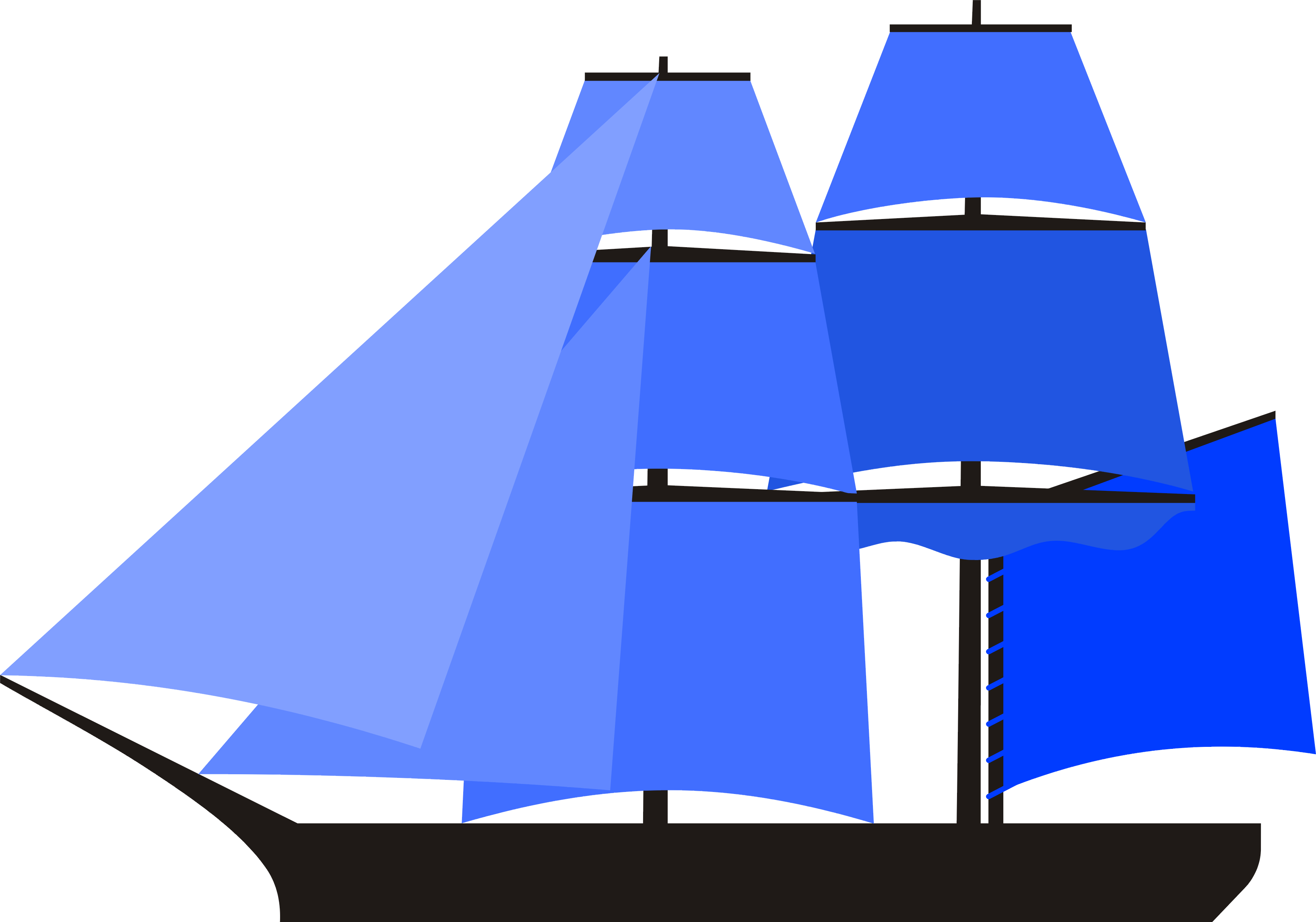
スノーの帆装図

スノー（snowまたはsnaw、発音に忠実な表記はsnoo）とは、2本のマストを持つ帆船の1種である。2本のマストにはブリッグと同様に横帆が張られているが、メインマストの後ろには独立した小さな「スノーマスト（snowmast）」に縦帆を備えていた。「スノーブリッグ（snow-brig）」とも呼ばれる。
用途としては主に商船に使用されたが、まれに戦争で使用されることもあった。エリー湖の湖上戦で使用された双子のブリッグであるローレンスとナイアガラはスノーである。